# Mart van de Ven (VVD)
Mart van de Ven (Heerlen, 28 november 1954) is een Nederlands politicus en jurist.

## Loopbaan
Na zijn rechtenstudie in Leiden, die hij in 1979 afrondde, werkte hij als inspecteur voor de Belastingdienst. Medio jaren tachtig werd hij belastingadviseur bij Ernst & Young. Hij is sinds mei 2009 penningmeester van de Volkspartij voor Vrijheid en Democratie (VVD). Van 2015 tot 2019 was Van de Ven lid van de Eerste Kamer.